# Adolphe Julien Fouéré

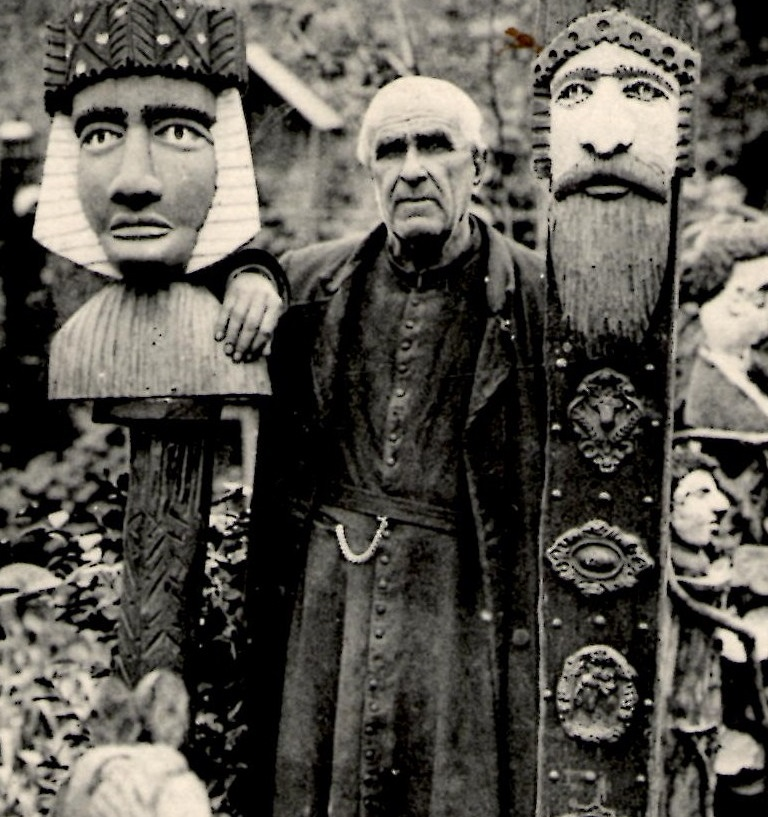
Abbé Fouré in Rothéneuf (vor 1910)

Adolphe Julien Fouéré (* 4. September 1839 in Saint-Thual, Bretagne, Frankreich; † 10. Februar 1910 in Rothéneuf, Bretagne, Frankreich), bekannt als Abbé Fouré, war ein katholischer Priester und Bildhauer, dessen Werke der Art brut zugerechnet werden.

## Biografie
Adolphe Julien Fouéré wurde 1839 in Saint-Thual geboren. Er besuchte das kleine Priesterseminar in Saint-Méen-le-Grand und anschließend das große Priesterseminar in Rennes. Aus dieser Zeit stammt sein Spitzname „Fouré“.
Am 19. Dezember 1863 wurde Fouéré zum Priester geweiht und ab 1864 als Vikar in Paimpont eingesetzt. Er unterstützte die streikenden Arbeiter an den Hochöfen in Paimpont, die aufgrund der Öffnung des internationalen Handels durch Napoleon III. und technologischer Innovationen kurz vor der Schließung standen.
Von 1877 bis 1881 war er Vikar in Guipry, von 1881 bis 1887 Pfarrer in Forges-la-Forêt und von 1887 bis 1889 in Maxent. Im Februar 1889 wurde er zum Pfarrer in Langouet ernannt.
1894 erlitt Fouéré einen Schlaganfall, der zu einem teilweisen Hörverlust führte. Dies diente der Kirche als Vorwand, ihn trotz einer Petition der Gemeindemitglieder seines Amtes zu entheben.
Fouéré zog sich nach Rothéneuf zurück, wo er in einem kleinen Haus nur wenige Schritte vom Meeresufer entfernt wohnte und mit einer mageren Priesterrente auskommen musste. Er hatte den Status eines Priesters ohne Aufgaben. Bald wurde er „der Einsiedler von Rothéneuf“ (l’ermite de Rothéneuf) genannt.
Fortan widmete er sein Leben der Kunst. Er begann, sein Haus, das er „Haute Folie“ (Hoher Wahnsinn) nannte, mit Holzskulpturen zu schmücken. Er schuf einen Garten, in dem über 200 bemalte Figuren standen. 13 bis 14 Jahre lang schlug er mit Meißel und Hammer über 300 Figuren aus den Felsen am Meer, zunächst an der Pointe du Christ und später an der Pointe du la Haie. Die Skulpturen stellten bretonische Heilige wie Budoc und Gobrien de Vannes dar. Letzterer beendete sein Leben als Einsiedler und wurde daher von Fouré zu seinem Schutzpatron gewählt. Fouré modellierte historische Persönlichkeiten wie Napoleon, Kleopatra und die Königin von Saba, aber auch Ereignisse aus seiner Zeit wie den Burenkrieg. Seine Skulpturen waren ursprünglich farbig, wurden aber später durch Wind und Sonne ausgebleicht. Die Felsskulpturen werden aufgrund der Erosion langsam verschwinden.
Aufgrund von Lähmungen und Sprachschwierigkeiten musste Fouré 1907 seine Tätigkeit einstellen. Er verbrachte von da an seine Tage im Haus, wo er am 10. Februar 1910 starb.

## Galerie

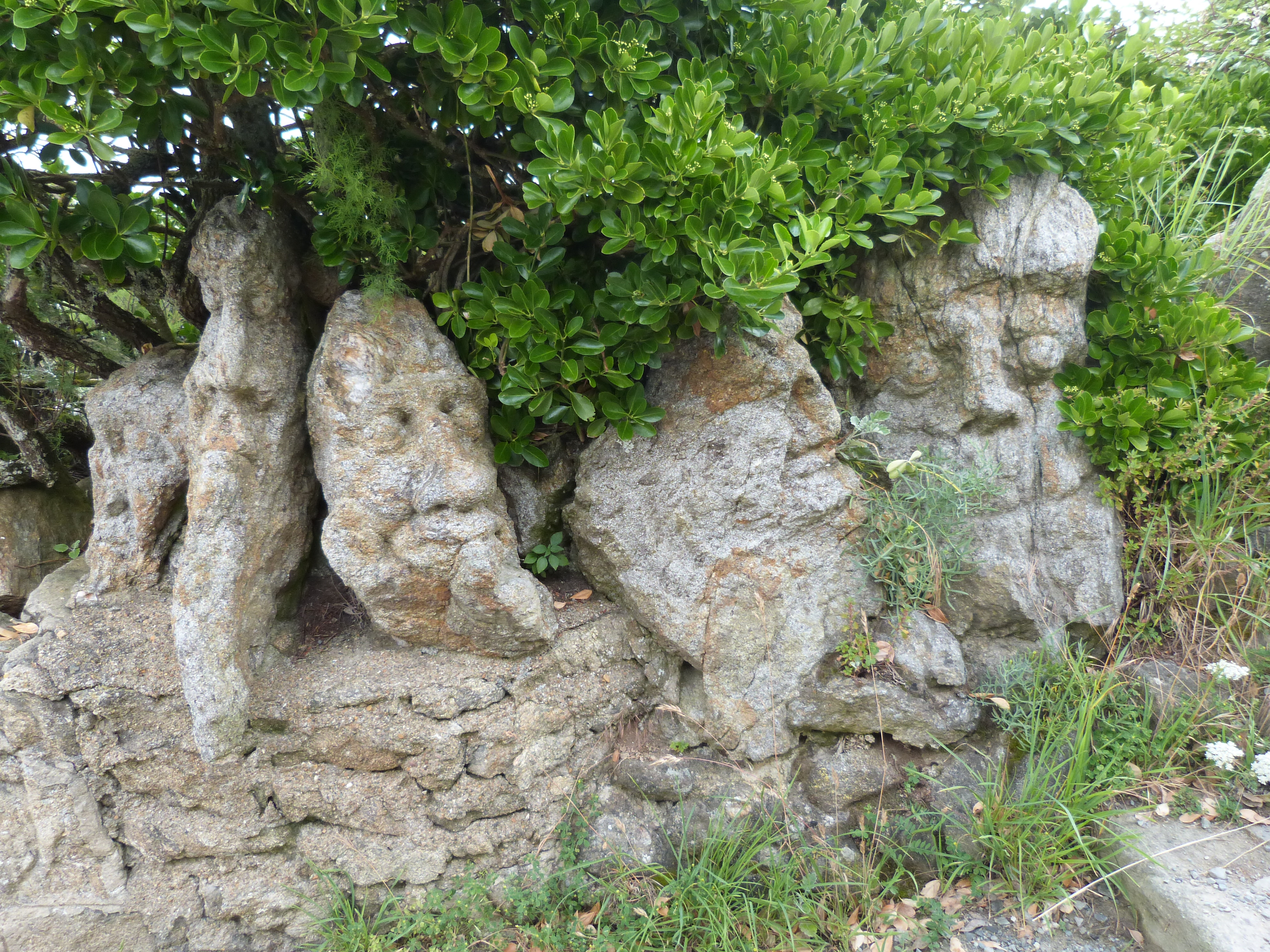
Skulpturen des Abbé Fouré
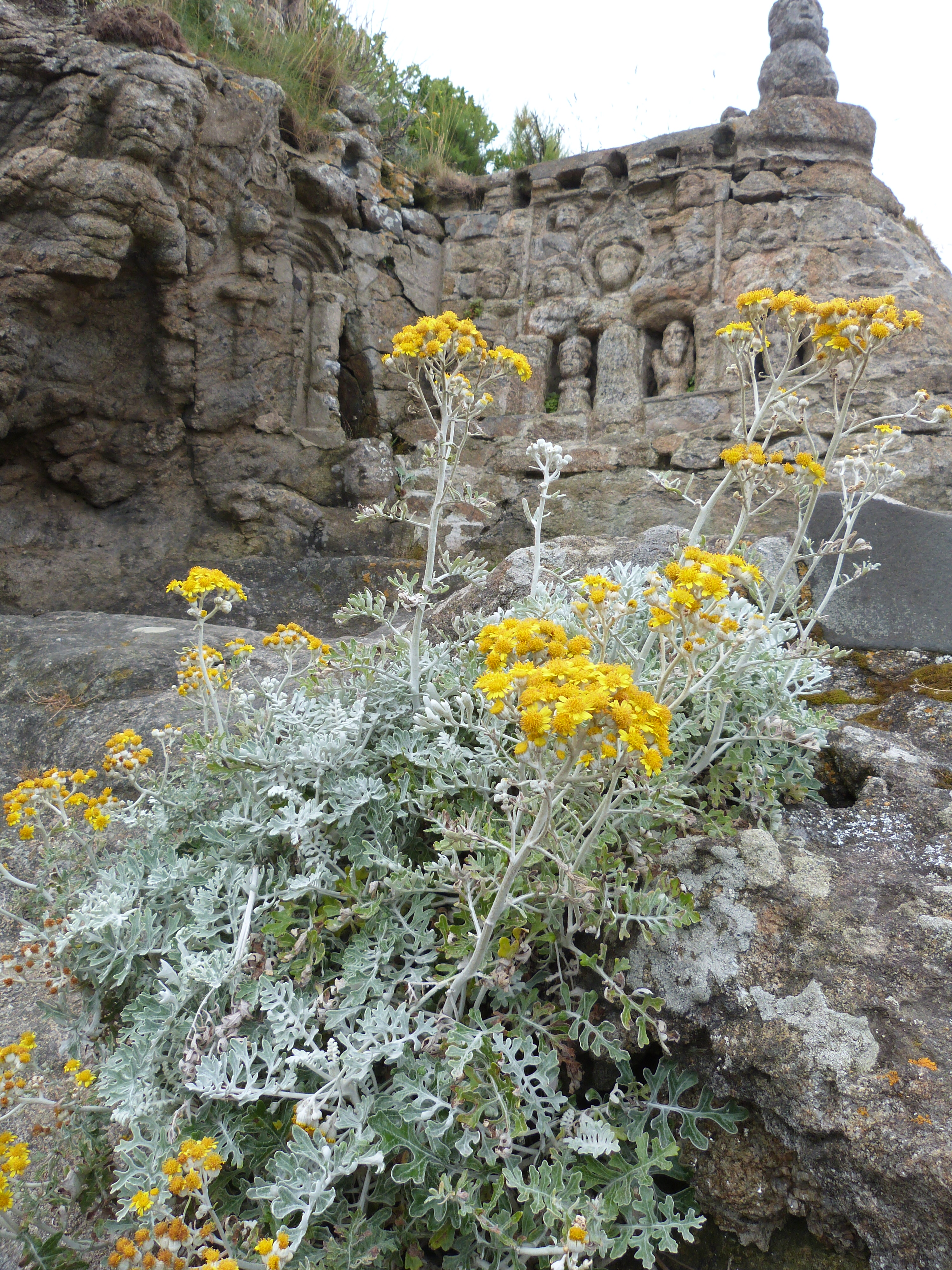
Skulpturen des Abbé Fouré
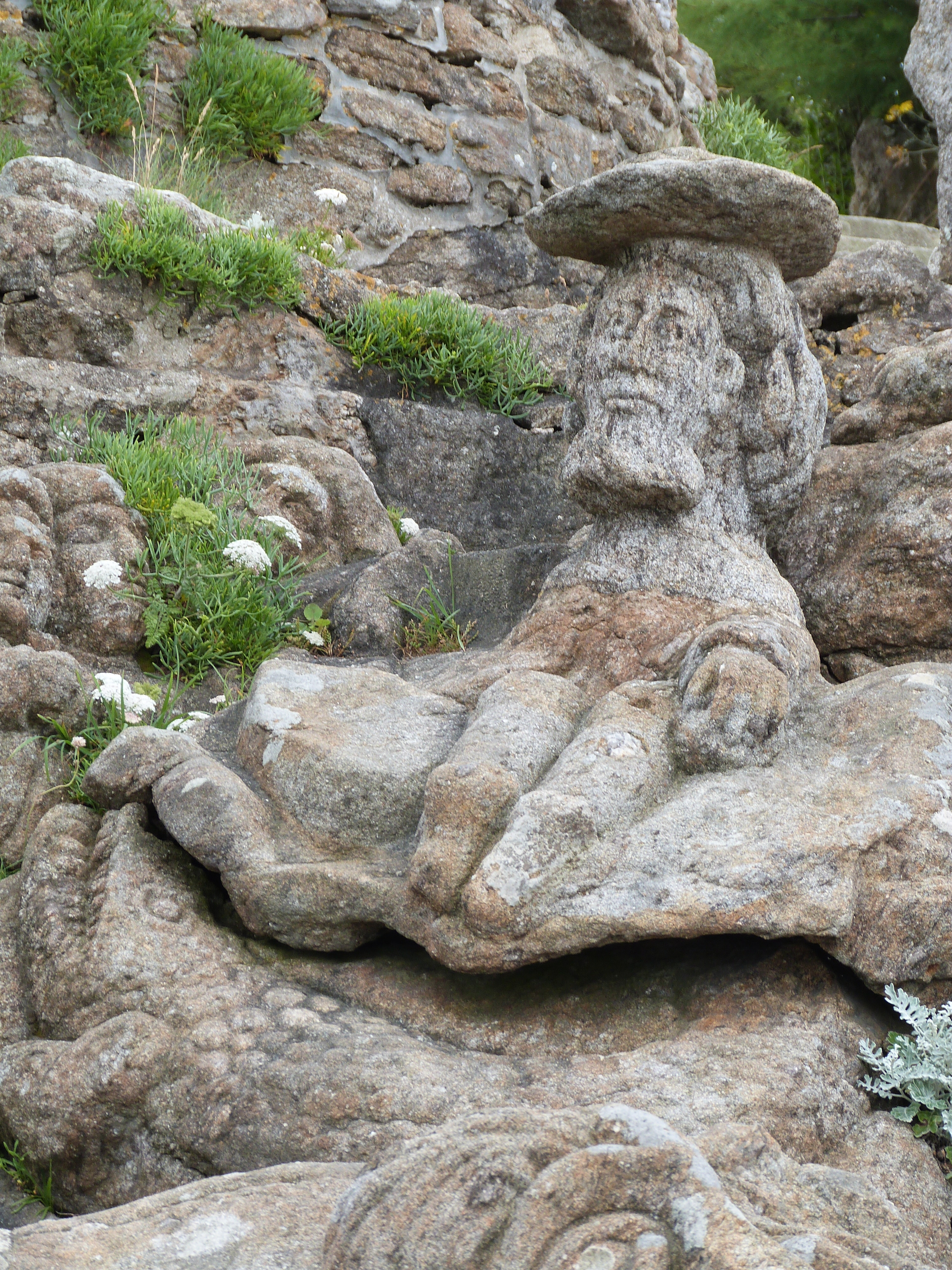
Skulpturen des Abbé Fouré
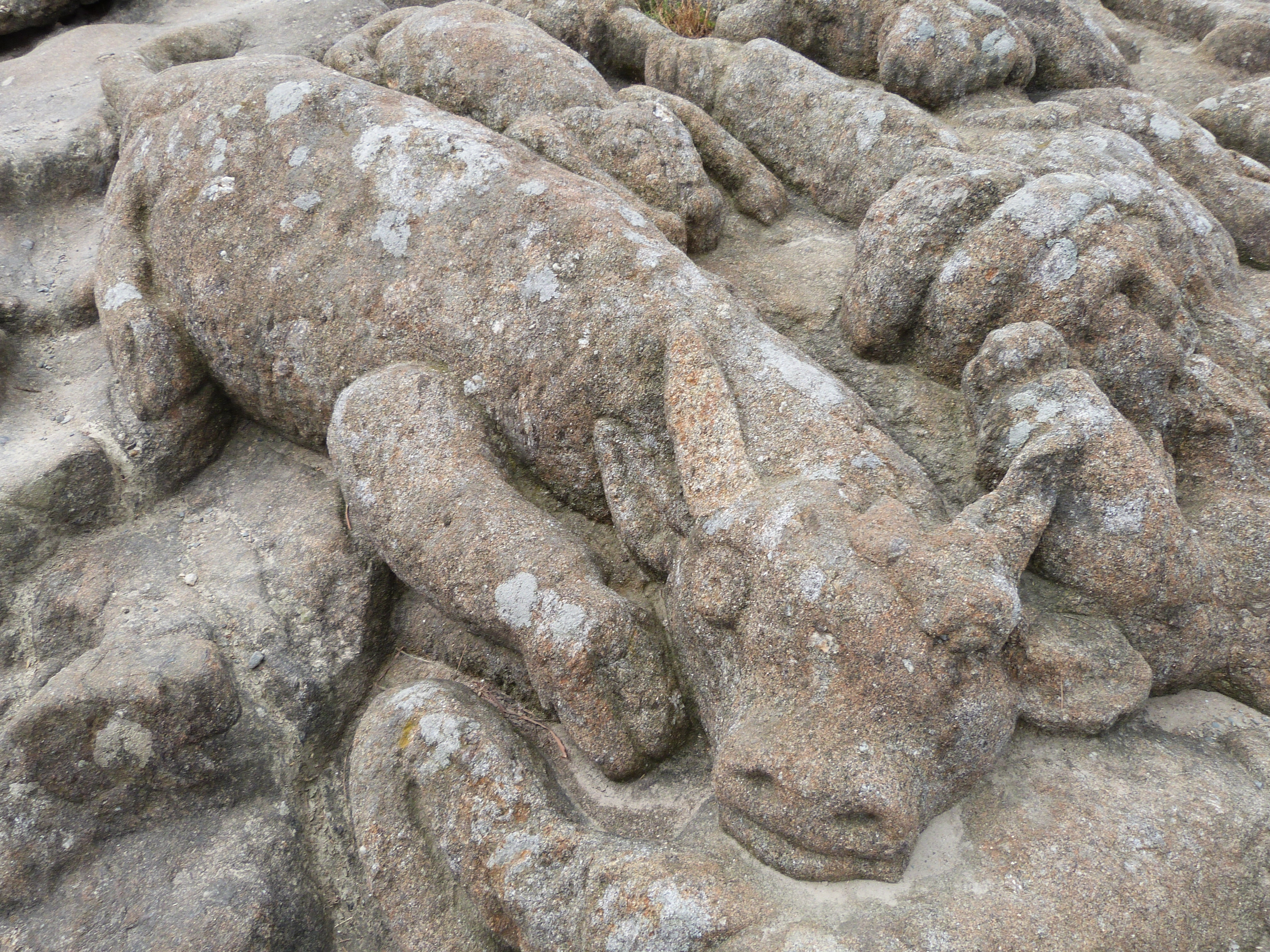
Skulpturen des Abbé Fouré
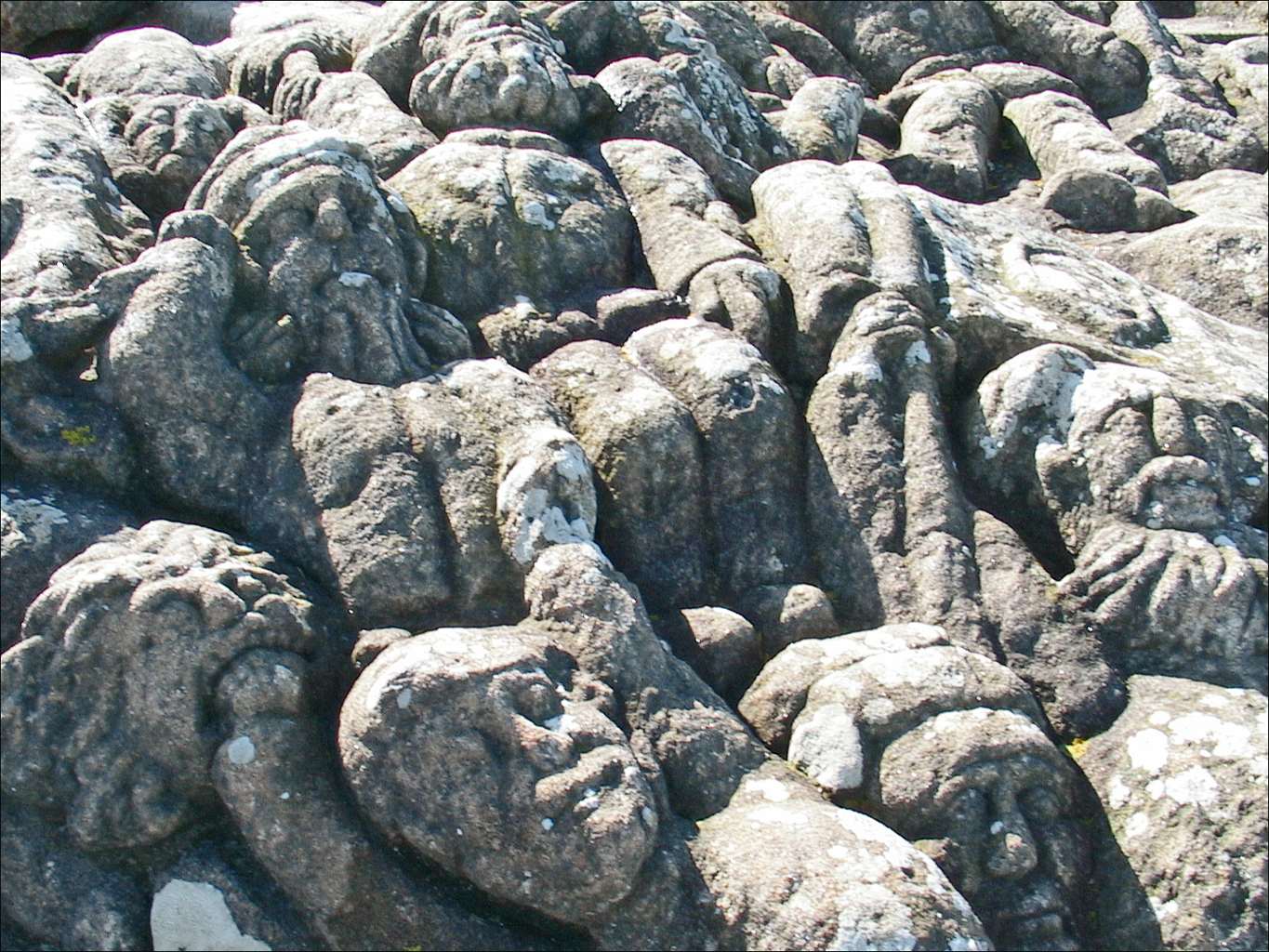
Skulpturen des Abbé Fouré
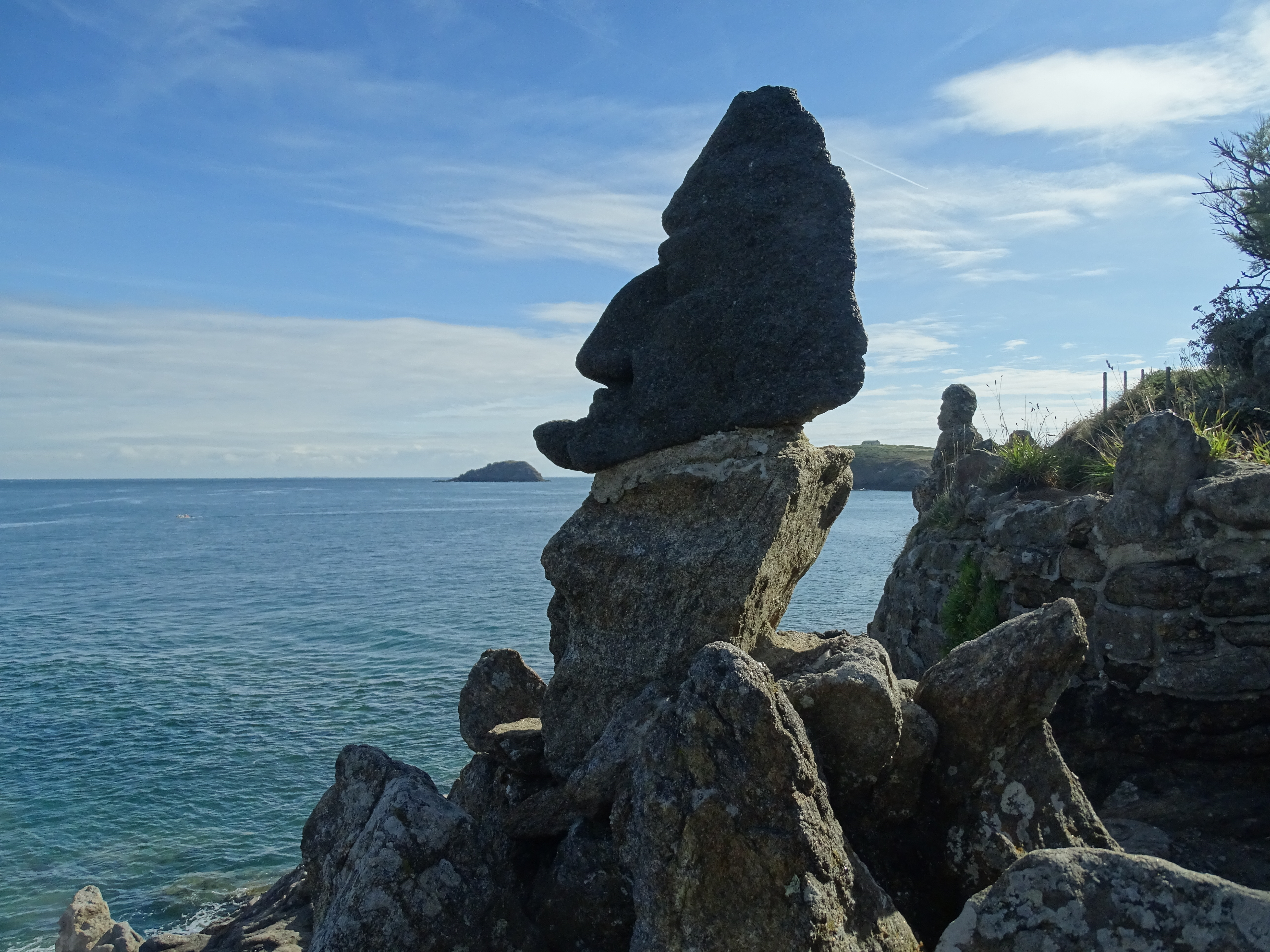
Skulpturen des Abbé Fouré
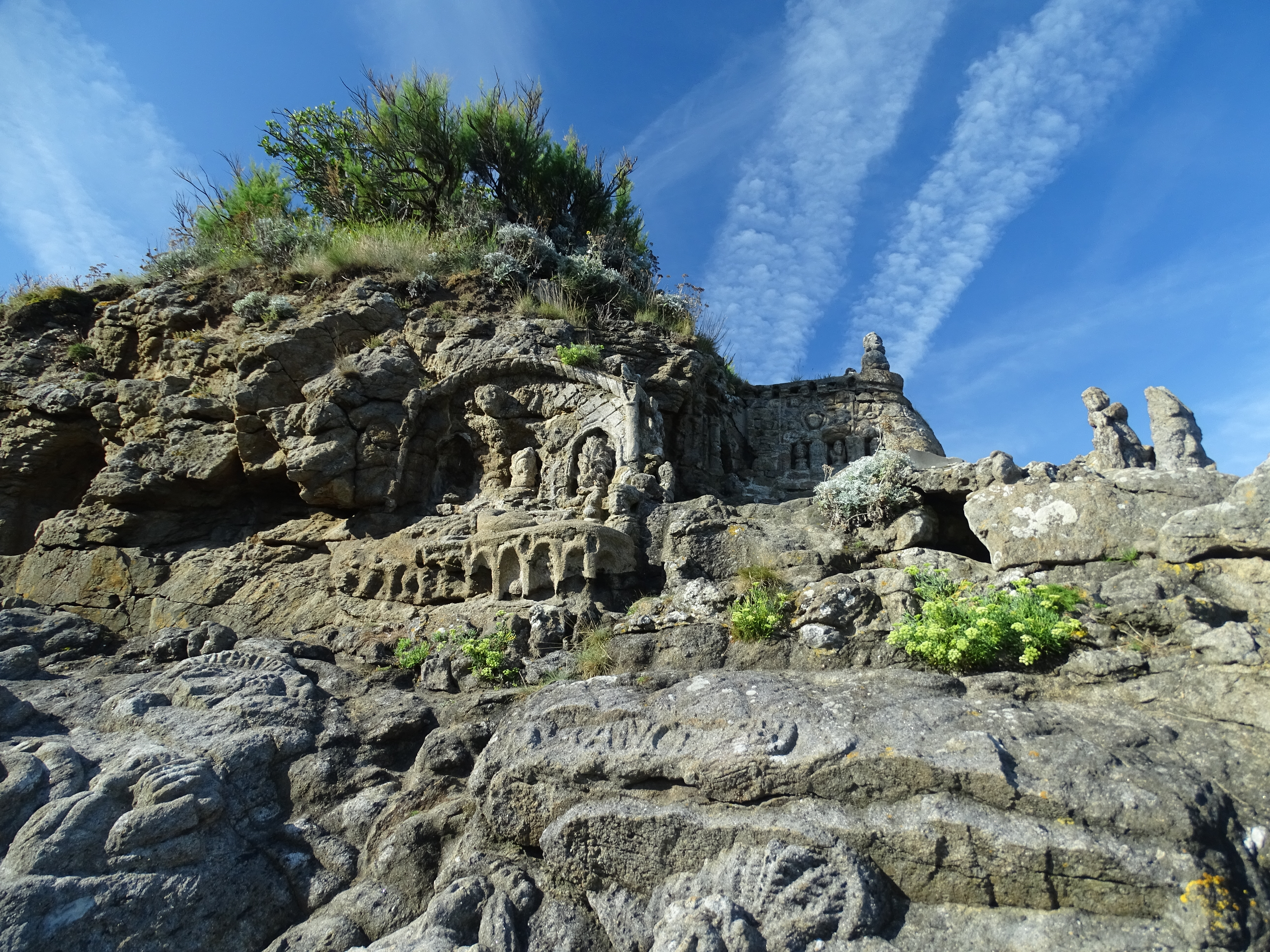
Skulpturen des Abbé Fouré
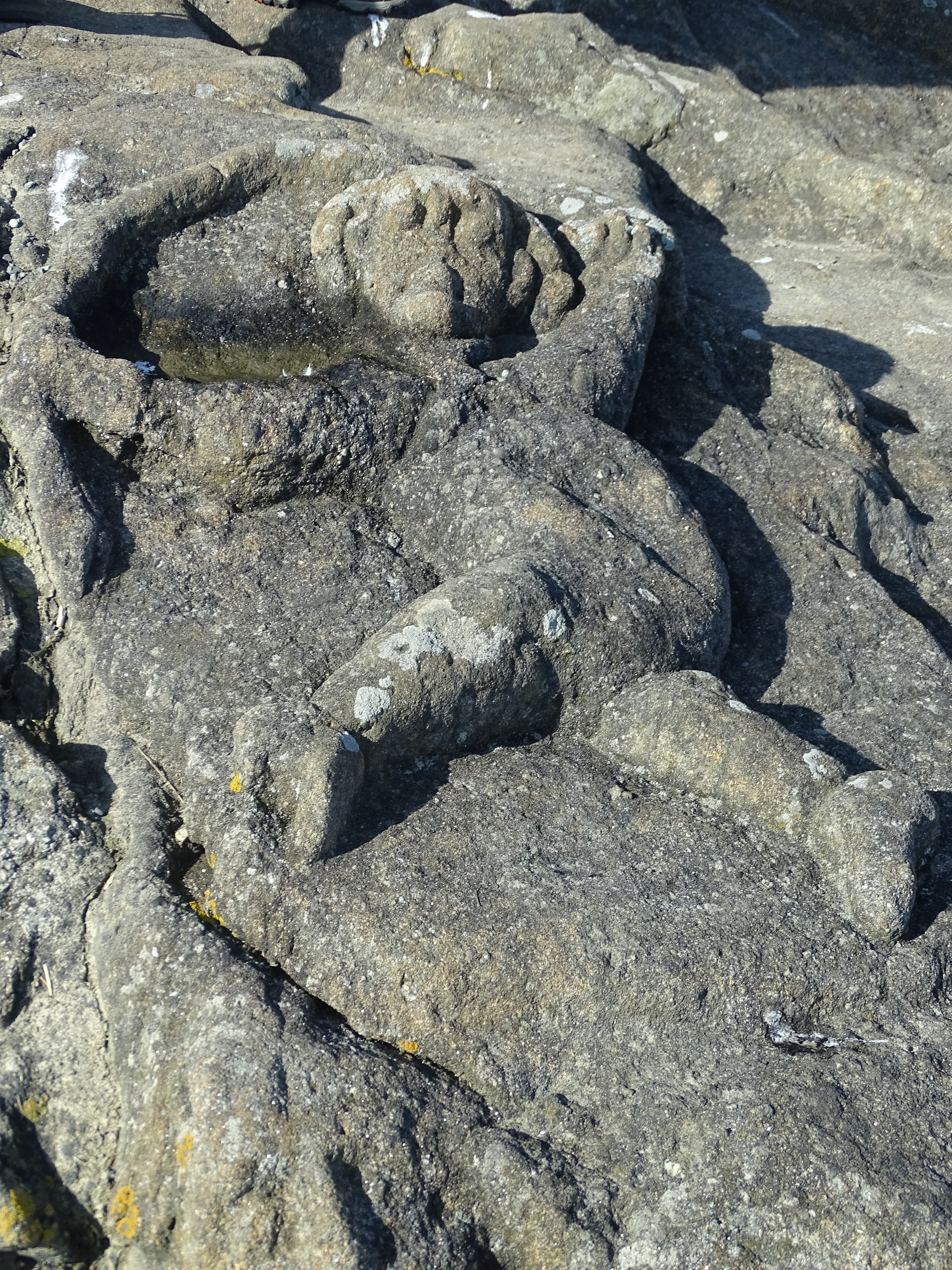
Skulpturen des Abbé Fouré
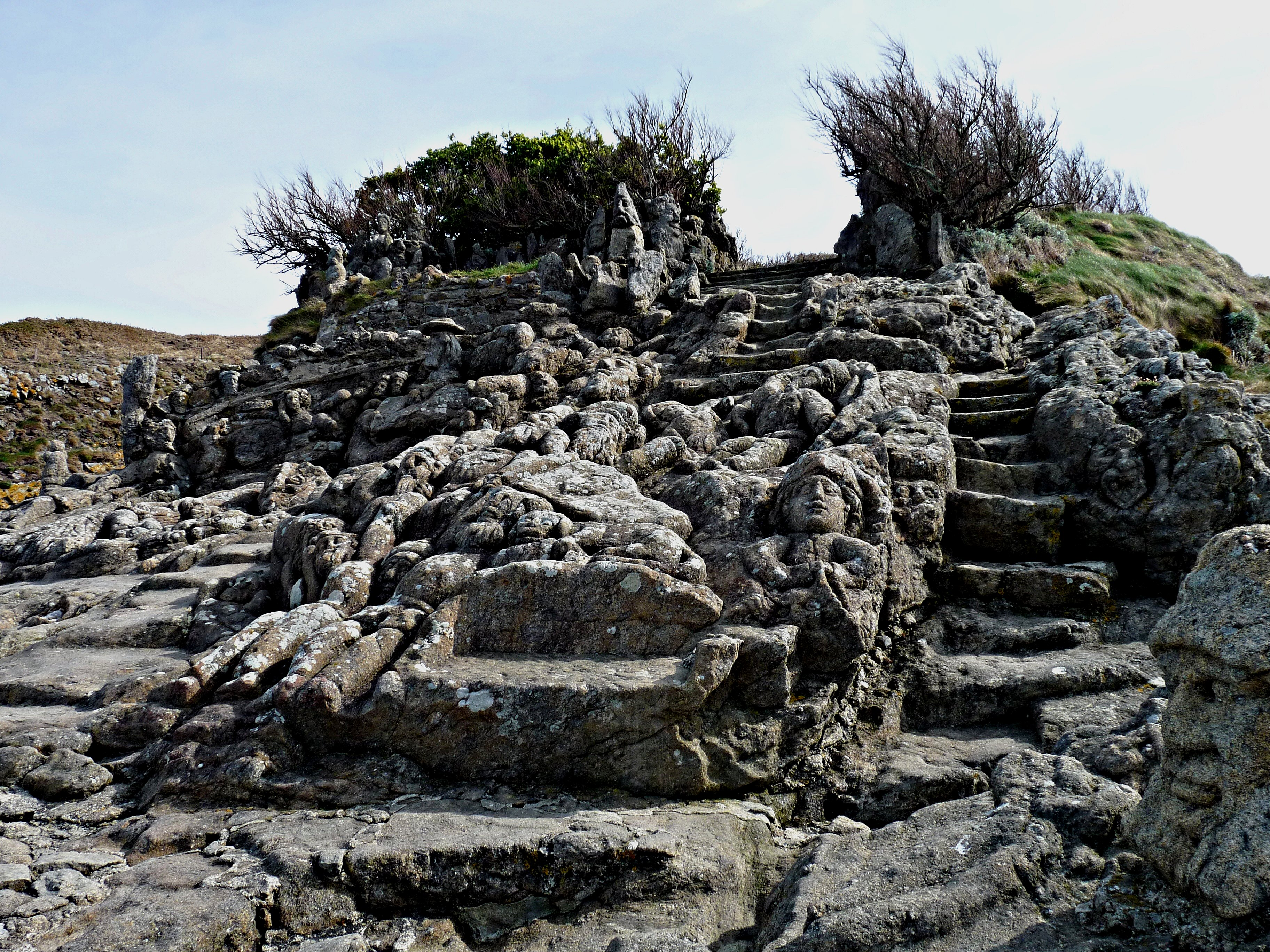
Skulpturen des Abbé Fouré